# Frankliniella brevicaulis
Frankliniella brevicaulis (лат.) — вид трипсов рода Frankliniella (Thripinae, Thysanoptera). Южная Америка.

## Описание
Этот вид весьма схож с Frankliniella parvula Hood и Frankliniella zeteki Hood. Эти три вида можно различить по форме педицеля III сегмента усика. Базальная часть педицеля у F. brevicaulis чашевидная; у F. zeteki базальная часть почти простая с тупыми боковыми углами и дистальнее углов чашевидная, а у F. parvula базальная часть педицеля имеет небольшие острые боковые углы и дистально вытянута. Отличительные признаки: тело темное, передние крылья темные, базально более бледные, бедра заштрихованы, голени бледнее. Глаза без вентральных пигментных фасеток. Педицель III сегмента антенн чашевидная. Голова с волосками PO1, волоски OC3 в положении 2A. Пронотум обычно с 2 волосками mAM. Верхняя поверхность задних тазиков без микротрихий. Тергит VIII брюшка заднемаргинальный гребень полный. Вид впервые описал американский энтомолог Джозеф Дуглас Худ (1889—1966).